# Гіллсборо (Алабама)
Гіллсборо (англ. Hillsboro) — місто (англ. town) в США, в окрузі Лоуренс штату Алабама. Населення — 407 осіб (2020).

## Географія
Гіллсборо розташоване за координатами 34°38′33″ пн. ш. 87°10′43″ зх. д. / 34.64250° пн. ш. 87.17861° зх. д. (34.642586, -87.178489).  За даними Бюро перепису населення США в 2010 році місто мало площу 4,88 км², з яких 4,87 км² — суходіл та 0,01 км² — водойми.

## Демографія
Згідно з переписом 2010 року, у місті мешкали 552 особи в 218 домогосподарствах у складі 153 родин. Густота населення становила 113 особи/км².  Було 246 помешкань (50/км²).
Расовий склад населення:
| - 80,1 % — чорних або афроамериканців - 14,1 % — білих - 1,8 % — корінних американців - 0,4 % — вихідців з тихоокеанських островів - 0,2 % — азіатів - 1,1 % — осіб інших рас |

До двох чи більше рас належало 2,4 %. Частка іспаномовних становила 1,6 % від усіх жителів.
За віковим діапазоном населення розподілялося таким чином: 21,2 % — особи молодші 18 років, 68,3 % — особи у віці 18—64 років, 10,5 % — особи у віці 65 років та старші. Медіана віку мешканця становила 43,6 року. На 100 осіб жіночої статі у місті припадало 82,8 чоловіків;  на 100 жінок у віці від 18 років та старших — 81,2 чоловіків також старших 18 років.
Середній дохід на одне домашнє господарство  становив 44 183 долари США (медіана — 34 712), а середній дохід на одну сім'ю — 53 253 долари (медіана — 46 450). Медіана доходів становила 42 083 долари для чоловіків та 28 438 доларів для жінок. За межею бідності перебувало 17,6 % осіб, у тому числі 27,8 % дітей у віці до 18 років та 16,5 % осіб у віці 65 років та старших.
Цивільне працевлаштоване населення становило 221 осіб. Основні галузі зайнятості: виробництво — 31,2 %, освіта, охорона здоров'я та соціальна допомога — 13,1 %, мистецтво, розваги та відпочинок — 11,3 %, роздрібна торгівля — 10,0 %.